# Estadio Presidente Vargas (Fortaleza)
El Estadio Presidente Vargas, más conocido como PV, es un estadio de fútbol ubicado en la ciudad de Fortaleza, capital del estado de Ceará, Brasil. Se ubica en el barrio Benfica, en la calle Marechal Deodoro da Fonseca, 1187. El estadio fue inaugurado en 1941 y posee una capacidad para 20 268 personas, fue el estadio más grande de Fortaleza hasta 1973, cuando se inauguró el estadio Castelão. Lleva el nombre del ex Presidente de Brasil Getúlio Vargas.
El estadio es sede de los  partidos del Ceará, Ferroviário, Fortaleza, Tiradentes, Uniclinic, además de equipos como el Maguary, América, Calouros do Ar y Terra e Mar.

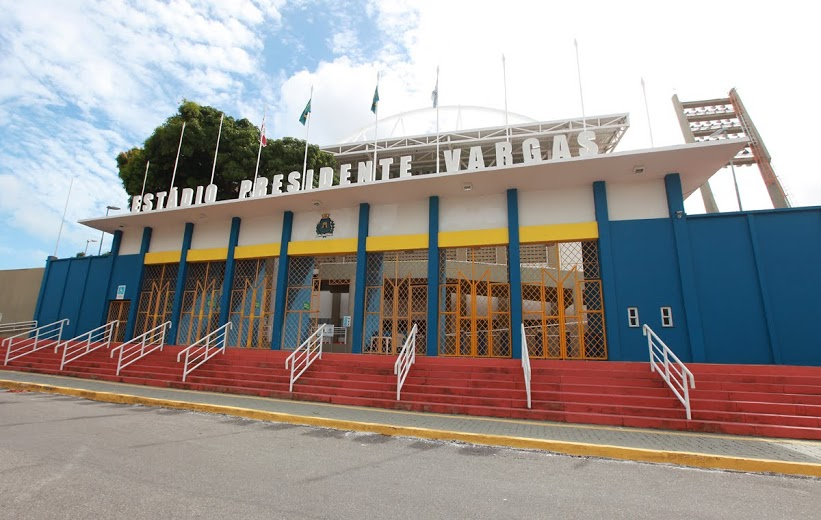
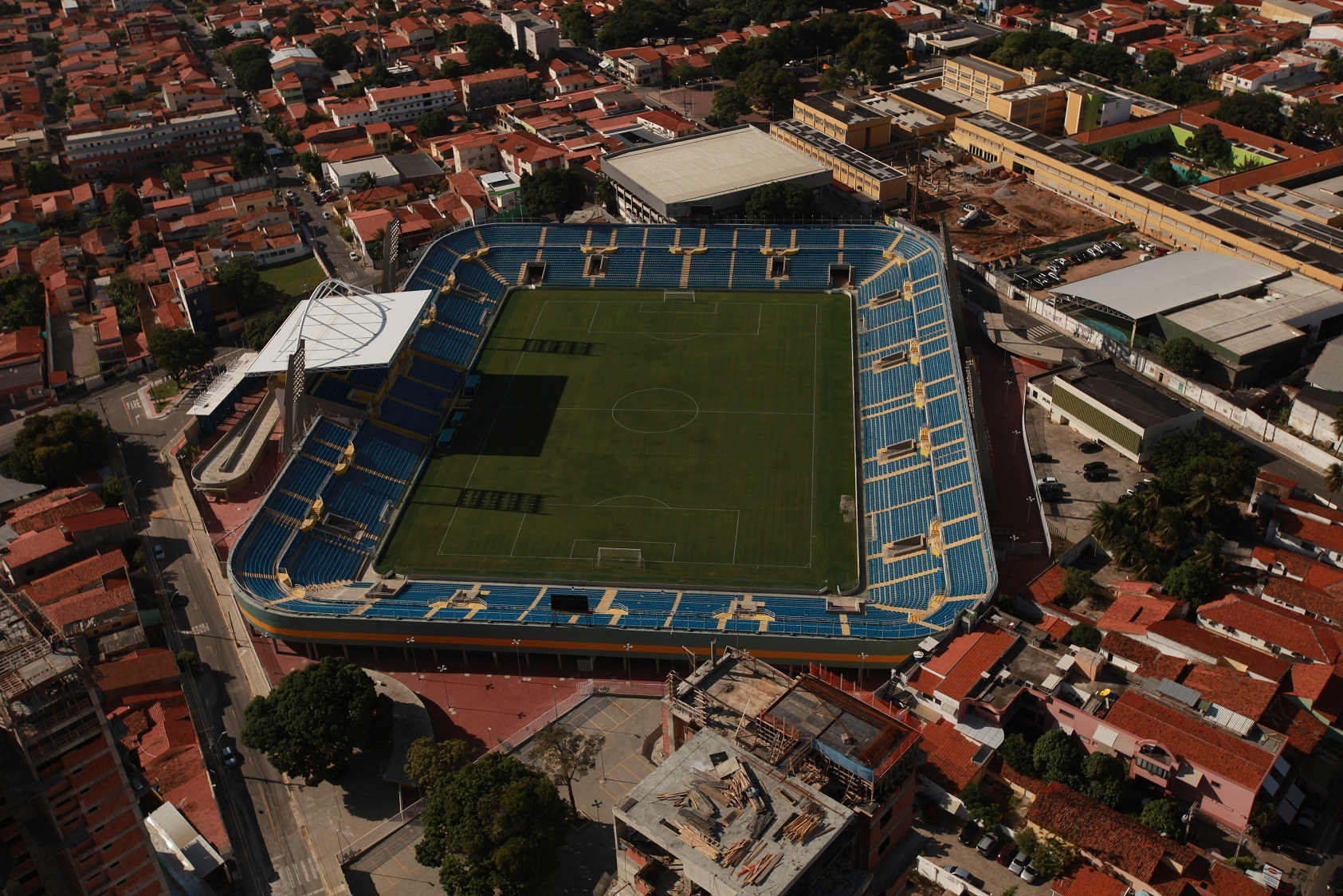